# Marie-Paule Blé
Marie-Paule Blé (París, 6 de julio de 1998) es una deportista francesa que compite en taekwondo.
Ganó una medalla de bronce en el Campeonato Mundial de Taekwondo de 2019 y una medalla de bronce en el Campeonato Europeo de Taekwondo de 2022, ambas en la categoría de –73 kg.

## Palmarés internacional
| Campeonato Mundial | Campeonato Mundial       | Campeonato Mundial | Campeonato Mundial |
| Año                | Lugar                    | Medalla            | Categoría          |
| ------------------ | ------------------------ | ------------------ | ------------------ |
| 2019               | Mánchester (Reino Unido) | Medalla de bronce  | –73 kg             |
| Campeonato Europeo |                          |                    |                    |
| Año                | Lugar                    | Medalla            | Categoría          |
| 2022               | Mánchester (Reino Unido) | Medalla de bronce  | –73 kg             |